# Városi Múzeum (Kőszeg)
A kőszegi Városi Múzeumot 1932-ben alapították. A múzeum igazgatóságát, raktárait, az adat- és fotótárat, valamint a könyvtárat és a restaurátor-műhelyt a Tábornokházban helyezték el.
A második világháborúban és utána a múzeumot súlyos veszteségek érték.
A múzeum főleg a helytörténeti és az iparművészeti emlékeket (14 229, illetve 1681 db) gyűjti, de őriznek itt 405 képzőművészeti alkotást, 256 néprajzi tárgyat, 1796 érmét, és van egy 3950 tételes cserkészgyűjteményük is. Legfontosabb tárgyegyüttese a kismesterségeké teljes műhelyfölszerelésekkel és céhtörténeti emlékekkel, köztük a gombkötők 1650-ből származó céhtáblájával, 17. századi céhartikulusokkal és mesterremekekkel.

## Kiállításai
A múzeum jelenleg három kiállítóhelyen működik:
- Tábornokház és Hősök Tornya:
  - Kőszegi kismesterségek és céhek
  - Kőszeg híres sportolói

- Öregtorony:
  - Magyar hősök arcképcsarnoka
  - Bormúzeum

- Jurisics Miklós Vármúzeum:
  - Képek Kőszeg történetéből – várostörténeti kiállítás